# NGC 7430
NGC 7430 (również PGC 70106) – galaktyka spiralna (S), znajdująca się w gwiazdozbiorze Pegaza. Odkrył ją Heinrich Louis d’Arrest 27 sierpnia 1864 roku.